# 董孟
董孟（？—1760年），内务府汉军正黄旗人。清朝军事將領、武狀元。

## 生平
乾隆元年丙辰科武举人（时隶内务府正黄旗包衣马文焕佐领下；马文焕曾任内务府正黄旗包衣第五叅领第二旗鼓佐领），乾隆十年获武進士状元（时隶内务府正黄旗包衣沈瑜佐领下，载《钦定八旗通志：武进士》）。乾隆十四年，任靖州协抚标中营参将；后累升河南南阳镇总兵。乾隆十九年，调任四川松潘镇总兵。乾隆二十三年，出任陕西固原提督，卒於任上。